# Історія та класова свідомість
Історія та клясова свідомість. Студії з марксистської діялєктики (нім. Geschichte und Klassenbewußtsein. Studien über marxistische Dialektik) — збірка есе та статей угорського марксиста Дьйордя Лукача (1885—1971), що вперше вийшла друком в Берліні 1923 року. Збірка вважається одним з найвпливовіших теоретичних творів XX ст.

## Огляд
Найважливішим есе «Історії та клясової свідомости», що воно займає майже половину збірки, є «Урічевлення і свідомість пролєтаріяту». В цьому тексті Лукач реконструював Марксову теорію відчуження за десять років до публікації «Економічно-філософських рукописів». Есе містить критику «антиномій буржуазного мислення», яким протиставляється позитивна опозиція, підсумована Лукачем як «точка зору тотальности».
Лукач стверджував, що через своє бачення цілісности (тотальности) і зосередженість на центральності товарового виробництва марксизм є найкращим методологічним інструментом критичної аналізи сучасного капіталістичного суспільства та здатен відкрити в пролєтаріяті силу, спроможну на революційне перетворення суспільства. Індивід ніколи не може стати мірою філософії чи — тим більше — дії, спрямованої на визволення, оскільки він оточений готовими, «народженими» до нього та незмінними об'єктами, що уможливлює вироблення лише суб'єктивних реакцій або конформістського визнання, або нігілістичної відмови. Тільки кляса може охопити дійсність у цілому в процесі її революційного перетворення за умови звільнення її членів з-під «чар» урічевленної об'єктивности.
Точка зору пролєтаріяту є особливою, оскільки він виступає об'єктом-суб'єктом історії; тільки вона дозволяє бачити, як капіталістичне суспільство породжує «урічевлення» — перетворення людських властивостей, стосунків і дій на властивості, стосунки та дії рукотворних речей, що відокремлюються від людини й починають панувати над її життям. Урічевлення — крайній, але вельми поширений прояв відчуження. Воно призводить до того, що люди починаються сприйматися як речі чи абстрактні поняття, а ті в свою чергу заступають місце людей і починають сприйматися як живі істоти. Це відбувається у всіх сферах суспільства від культури до виробничого процесу. Так, наприклад, у робітникові перестають бачити людину, а бачать тільки працю чи просто руки.
За капіталізму всі суспільні відносини (навіть статеві стосунки) просякнути економічними імперативами та підпорядковуються економічним законам. Єдиним розв'язанням проблєм буржуазного суспільства є пролєтарська революція і соціялізм. Комуністична партія є формоутворенням пролєтарської свідомости, себто практичним втіленням прагнень пролєтаріяту усвідомити себе та свої клясові інтереси. Через своє особливе положення «живого заперечення капіталізму» пролєтаріят є єдиною клясою, спроможною здобути справжню клясову свідомість — усвідомити свою історичну ролю революційного суб'єкту.
Клясова свідомість не дається робітникові при народженні, але її здобувають у постійній боротьбі з диктатом буржуазної ідеології. Тільки пролєтаріят здатен побачити, що так звані «вічні закони економіки» є нічим иншим як продуктами історичного розвитку, результатом колєктивної дії індивідів, а значить їх можна змінити через свідому дію. Всі инші суспільні кляси, в тому числі буржуазія, приречені на «хибну свідомість», що утримує їх від розуміння тотальности історії та створює ілюзію вічности й універсальности окремого історичного етапу, наприклад, капіталізму. Носії хибної свідомости сприймають капіталізм як щось природне й об'єктивне, тоді як насправді це лише минущий епізод історії.
Лукач переосмислив поняття «ортодоксальний марксизм»: так він називав не вірність догмі, не некритичну віру в ту чи иншу тезу «основоположників» Карла Маркса й Фрідріха Енгельса), не збереження традицій, а наукове застосування і розвиток марксистської методи (діялєктичного матеріялізму) в конкретно-історичних умовах.

## Зміст
- Що таке ортодоксальний марксизм? [1919]
- Роза Люксембург як марксист [1921]
- Клясова свідомість [1920]
- Урічевлення і свідомість пролетаріяту [1922]
- Зміна функції історичного матеріялізму [1919]
- Легальність і нелегальність [1920]
- Критичні міркування щодо брошури Рози Люксембург «Російська революція» [1922]
- Методологічні зауваги до питання про організацію [1922]